# Valbuena de Pisuerga
Valbuena de Pisuerga település Spanyolországban, Palencia tartományban. Valbuena de Pisuerga Castrojeriz, Cordovilla la Real, Villalaco és Astudillo községekkel határos. Lakosainak száma 52 fő (2024).

## Népesség
A település népessége az elmúlt években az alábbi módon változott:
| Lakosok száma | 77   | 68   | 64   | 60   | 57   | 53   | 49   | 47   | 50   | 52   |
|               | 2001 | 2004 | 2007 | 2009 | 2012 | 2014 | 2017 | 2019 | 2022 | 2024 |